# Sylvain Julien Victor Arend
| Odkryte planetoidy: 51 | Odkryte planetoidy: 51 |
| ---------------------- | ---------------------- |
| (1127) Mimi            | 13 stycznia 1929       |
| (1171) Rusthawelia     | 3 października 1930    |
| (1262) Sniadeckia      | 23 marca 1933          |
| (1263) Varsavia        | 23 marca 1933          |
| (1281) Jeanne          | 25 sierpnia 1933       |
| (1286) Banachiewicza   | 25 sierpnia 1933       |
| (1287) Lorcia          | 25 sierpnia 1933       |
| (1313) Berna           | 24 sierpnia 1933       |
| (1314) Paula           | 16 września 1933       |
| (1315) Bronisława      | 16 września 1933       |
| (1348) Michel          | 23 marca 1933          |
| (1352) Wawel           | 3 lutego 1935          |
| (1563) Noël            | 7 marca 1943           |
| (1565) Lemaître        | 25 listopada 1948      |
| (1570) Brunonia        | 9 października 1948    |
| (1573) Väisälä         | 27 października 1949   |
| (1576) Fabiola         | 30 września 1948       |
| (1579) Herrick         | 30 września 1948       |
| (1583) Antilochus      | 19 września 1950       |
| (1591) Baize           | 31 maja 1951           |
| (1592) Mathieu         | 1 czerwca 1951         |
| (1593) Fagnes          | 1 czerwca 1951         |
| (1613) Smiley          | 16 września 1950       |
| (1625) The NORC        | 1 września 1953        |
| (1633) Chimay          | 3 marca 1929           |
| (1639) Bower           | 12 września 1951       |
| (1640) Nemo            | 31 sierpnia 1951       |
| (1652) Hergé           | 9 sierpnia 1953        |
| (1683) Castafiore      | 19 września 1950       |
| (1717) Arlon           | 8 stycznia 1954        |
| (1787) Chiny           | 19 września 1950       |
| (1887) Virton          | 5 października 1950    |
| (1916) Boreas          | 1 września 1953        |
| (1969) Alain           | 3 lutego 1935          |
| (2084) Okayama         | 7 lutego 1935          |
| (2109) Dhotel          | 13 października 1950   |
| (2231) Durrell         | 21 września 1941       |
| (2265) Verbaandert     | 17 lutego 1950         |
| (2277) Moreau          | 18 lutego 1950         |
| (2455) Somville        | 5 października 1950    |
| (2513) Baetslé         | 19 września 1950       |
| (2538) Vanderlinden    | 30 października 1954   |
| (2642) Vésale          | 14 września 1961       |
| (2666) Gramme          | 8 października 1951    |
| (2689) Bruxelles       | 3 lutego 1935          |
| (2866) Hardy           | 7 października 1961    |
| (2973) Paola           | 10 stycznia 1951       |
| (3228) Pire            | 8 lutego 1935          |
| (3346) Gerla           | 27 września 1951       |
| (3755) Lecointe        | 19 września 1950       |
| (3920) Aubignan        | 28 listopada 1948      |

Sylvain Julien Victor Arend (ur. 6 sierpnia 1902, zm. 18 lutego 1992) – belgijski astronom, urodzony w Robelmont w belgijskiej prowincji Luksemburg. Pracował w obserwatorium w Uccle.
Interesował się głównie astrometrią, był znanym poszukiwaczem komet. Odkrył m.in. 49P/Arend-Rigaux i 50P/Arend oraz wspólnie z Georges’em Rolandem jasną kometę C/1956 R1 (Arend-Roland).
Jest odkrywcą 51 planetoid. Do najbardziej znaczących zalicza się (1916) Boreas oraz (1583) Antilochus. Planetoidę (1563) Noël nazwał zdrobnieniem imienia swojego syna, Emanuela Arenda. W uznaniu jego zasług jedną z planetoid nazwano (1502) Arenda.